# Ercheia bergeri
Ercheia bergeri är en fjärilsart som beskrevs av Pierre E.L. Viette 1968. Ercheia bergeri ingår i släktet Ercheia och familjen nattflyn. Inga underarter finns listade i Catalogue of Life.